# Erodium cicutarium subsp. jacquinianum
Erodium cicutarium subsp. jacquinianum é uma subespécie de planta com flor pertencente à família Geraniaceae. 
A autoridade científica da subespécie é (Fisch., C.A.Mey. & Avé-Lall.) Briq., tendo sido publicada em Das Pflanzenreich 53(IV.129): 281. 1912.

## Portugal
Trata-se de uma subespécie presente no território português, nomeadamente em Portugal Continental.
Em termos de naturalidade é nativa da região atrás indicada.

## Protecção
Não se encontra protegida por legislação portuguesa ou da Comunidade Europeia.